# Waisenhaus Bergstraße 18

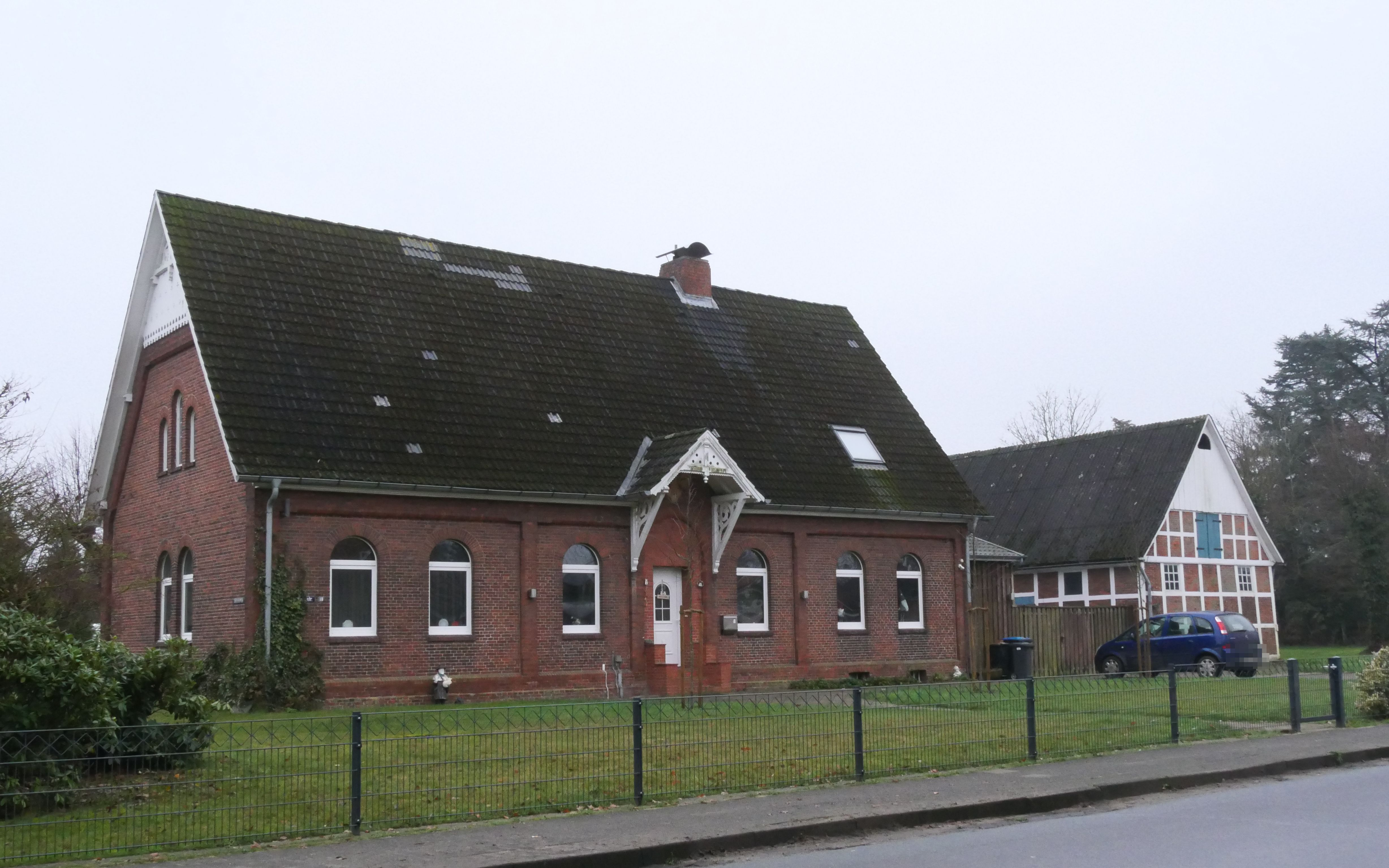
Ost- und Nordfassade (2022)

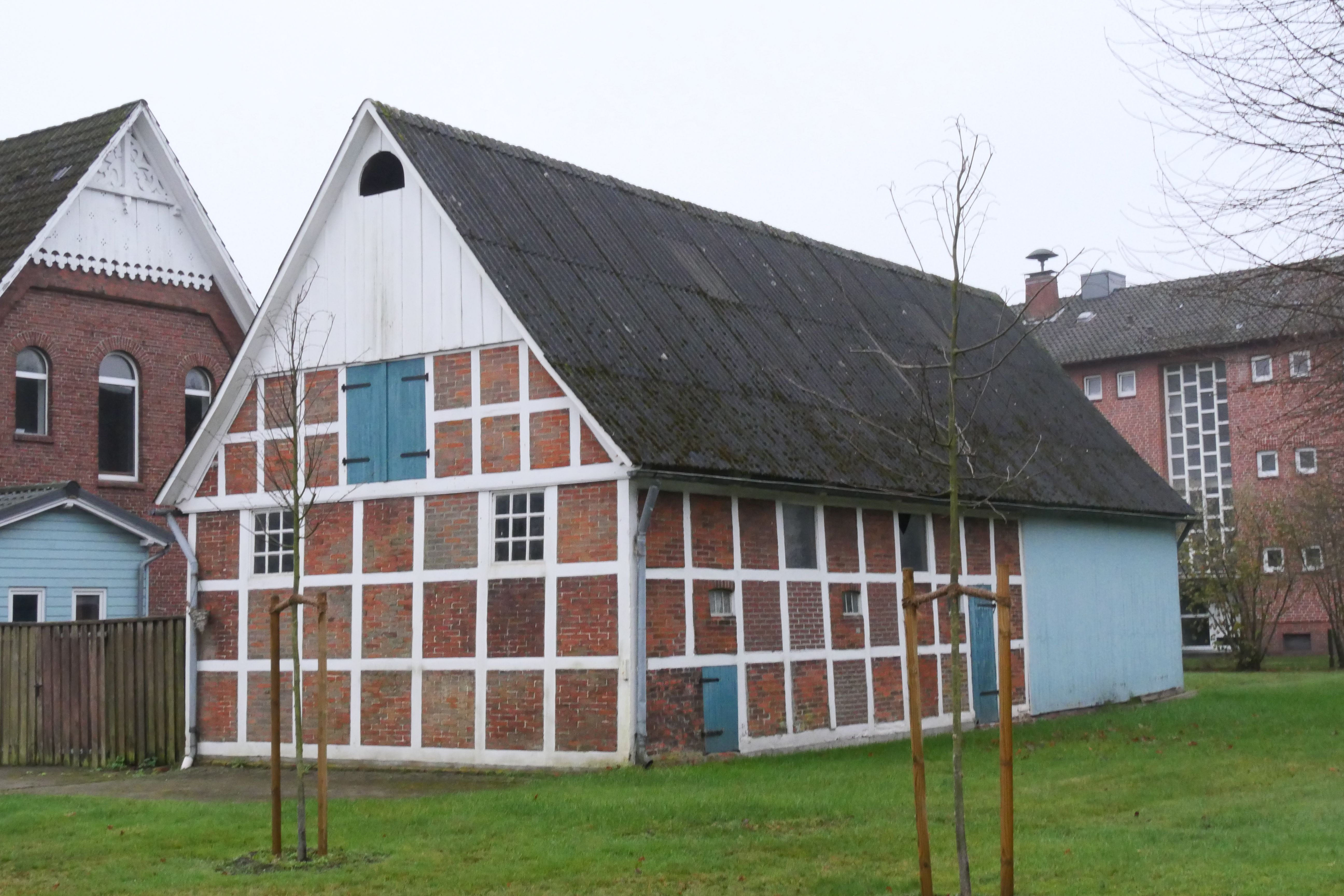
Rechtes Nebengebäude, Nord- und Westfassade (2022)

Das ehemalige Waisenhaus Bergstraße 18 in der niedersächsischen Samtgemeinde Land Hadeln, Gemeinde Cadenberge, im Landkreis Cuxhaven, stammt aus der zweiten Hälfte des 19. Jahrhunderts. Aktuell (2024) wird es wohl als Wohnhaus und gewerblich genutzt.
Das Gebäude steht unter Denkmalschutz (siehe auch Liste der Baudenkmale in Cadenberge).

## Geschichte und Beschreibung
1830 gründeten die Grafen und Gutsherren-Bremer eine Stiftung, die später das Waisenhaus mit dem Nebengebäude baute. Bis um 1900 war hier die östliche Bebauungsgrenze von Cadenberge.
Das eingeschossige traufständige Gebäude in Backstein mit ziegelgedecktem Satteldach wurde 1861 (Inschrift) gebaut. Die symmetrischen Fassaden erhielten Rundbogenfenster, im Giebel in Dreiergruppe angeordnet, sowie Giebelschmuck in Holz. Es hat schlichten Backsteinschmuck mit Lisenen, Sockel-, Trauf- und Ortganggesims. Der Eingang wurde betont mit auf geschmückten hölzernen Trägern aufliegenden Freigespärre und dem kleinen Zwerchhaus.
Das eingeschossige giebelständige rechte Nebengebäude in Fachwerk mit Steinausfachungen, mit Satteldach und regionaltypischer Verbretterung des oberen Giebeldreiecks sowie Ladeluke entstand um 1880. Später wurde es nach Süden verlängert.
In dem ehemaligen evangelisch geführten Waisenhaus Bete & arbeite (Inschrift) wurden bis 1970 Kinder erzogen. Die Häuser wurden später im Rahmen der Städtebauförderung saniert.
Das Landesdenkmalamt befand u. a.: „… geschichtliche und städtebauliche Bedeutung aufgrund des orts- und sozialgeschichtlichen, gebäudetypischen, orts- und straßenbildprägenden Zeugniswerts …“